# حوزه انتخابیه هفتم اوهایو
حوزه انتخابیه هفتم اوهایو یک حوزه انتخابیه مجلس نمایندگان آمریکا است که در ایالت اوهایو قرار دارد.